# Margarina

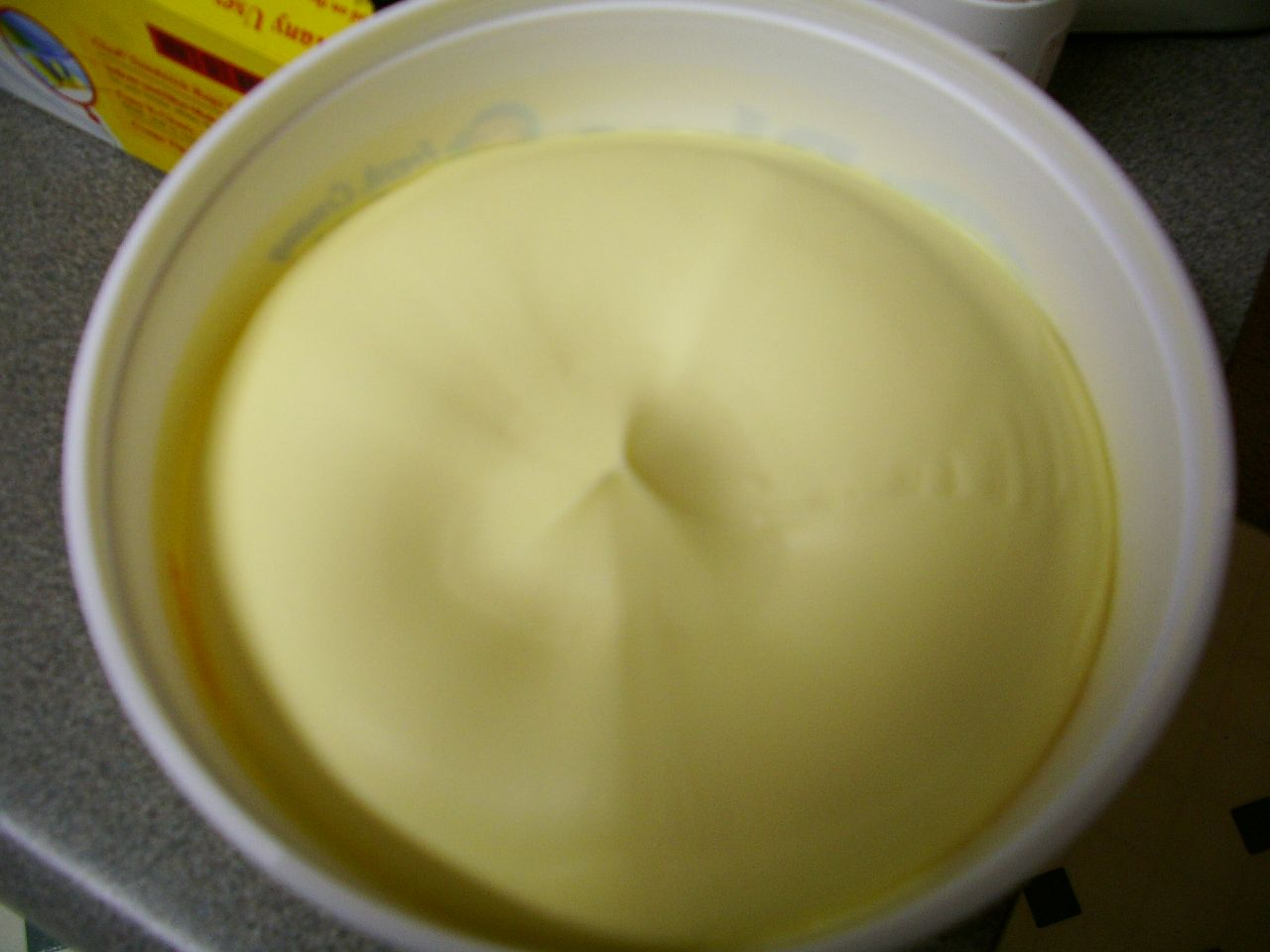
Margarina en un bote.

Margarina es un término genérico para denominar distintos tipos de grasas usadas en sustitución de la mantequilla. Aunque originalmente estaba hecha de grasas animales, la mayor parte de la margarina que se consume hoy en día está hecha de aceite vegetal. 
La pasta para untar se llamó originalmente oleomargarina del latín para oleum (aceite de oliva) y griego margarite (perla que indica brillo). Posteriormente, el nombre se acortó a margarina. La margarina se puede usar como ingrediente en otros productos alimenticios, como pasteles, donuts y galletas.

## Historia

### Invención y distribución temprana
La margarina tiene una larga historia, en ocasiones confusa. Su nombre se origina tras el descubrimiento del «ácido margárico», realizado por Michel Eugène Chevreul en 1813. Los científicos de la época consideraban que el ácido margárico, al igual que el ácido oleico y el ácido esteárico, era uno de los tres ácidos grasos que, combinados, forman la mayoría de las grasas animales. En 1853, el químico estructural alemán Wilhelm Heinrich Heintz analizó el ácido margárico y descubrió que no era más que una simple combinación de ácido esteárico y el hasta entonces desconocido ácido palmítico.
En la década de los años 1860, el emperador Napoleón III de Francia ofreció una recompensa a cualquiera que pudiera elaborar satisfactoriamente un sustituto a la mantequilla, cara y difícil de conservar, para las clases sociales bajas y las fuerzas armadas: un «cuerpo graso como la mantequilla, pero de precio inferior, apta para conservarse largo tiempo sin alterarse guardando su valor nutricional».
El químico Hippolyte Mège-Mouriès desarrolló margarina en la década de 1860. Realizó una emulsión blanca resultante de la grasa de vacuno fraccionada, de leche y de agua, bautizada «oleomargarina» (que después acortó a margarina, del griego μάργαρον, /margaron/, 'blanco de perla' y del nombre polialcohol-glicerina). Se preparaba extrayendo la porción líquida bajo presión y después dejándola solidificar. Cuando se combina con butirina y agua produce un sustituto de la mantequilla de similar sabor. La patente fue presentada en 1872 y la comercialización de la margarina se desarrollará luego. Mège-Mouriès patentó el producto, al que llamó oleomargarina, y amplió su operación inicial de fabricación desde Francia, pero tuvo poco éxito comercial. En 1871, vendió la patente a la empresa holandesa Jurgens, actualmente parte de Unilever. Ese mismo año, un farmacéutico alemán, Benedict Klein, de Colonia, fundó la primera fábrica de margarina de Alemania, con las marcas Overstolz y Botteram.

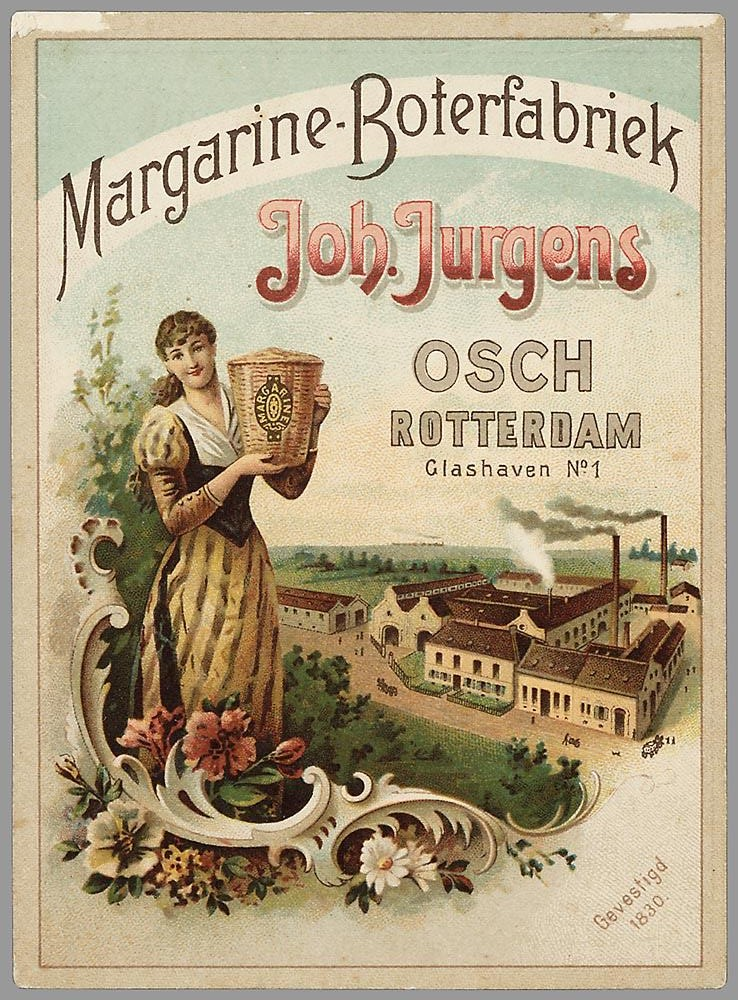
Publicidad holandesa de margarina, 1893.

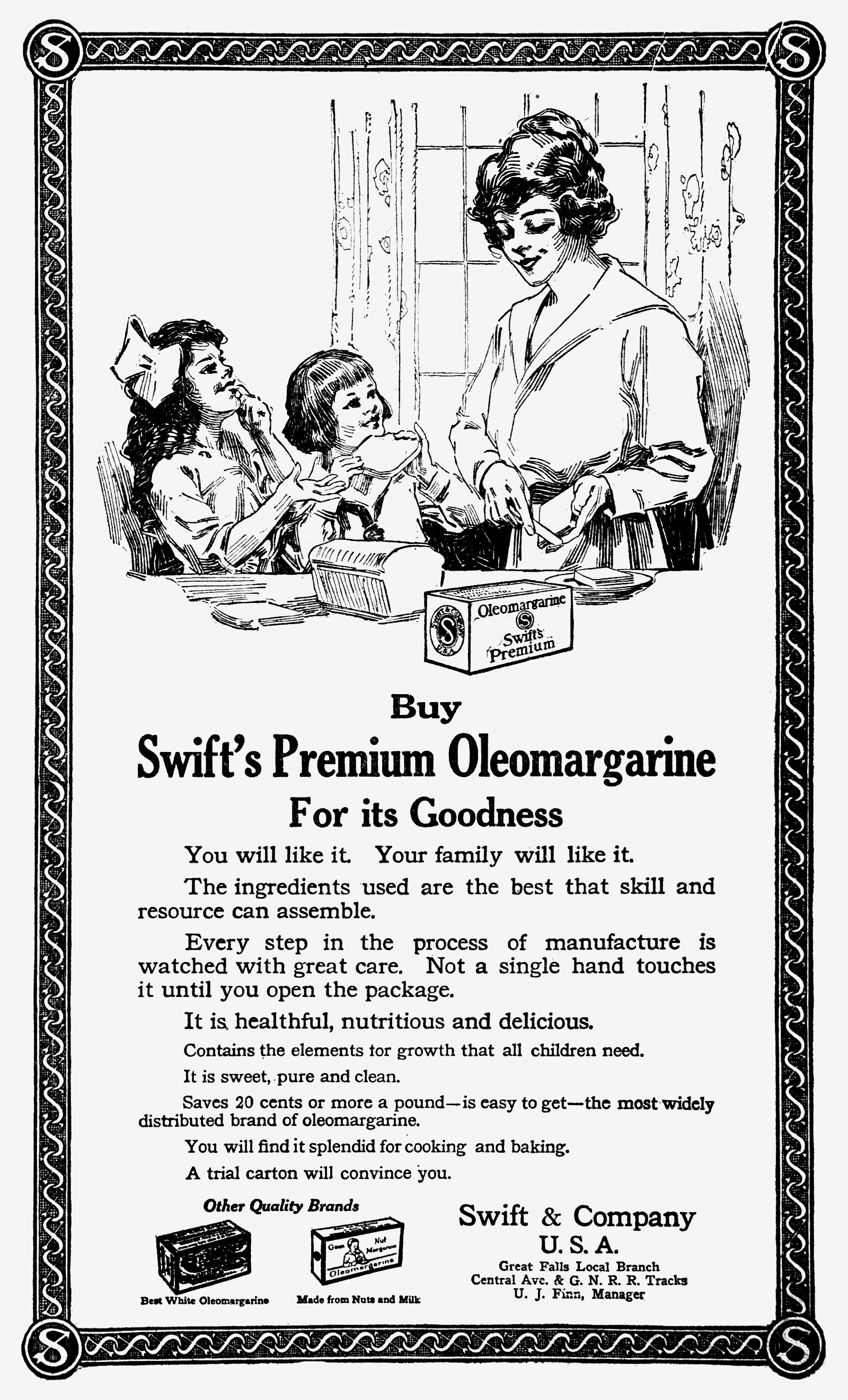
Anuncio de periódico de un producto oleomargarina estadounidense, 1919. Producto fabricado por la empresa estadounidense Swift & Company a partir de subproductos del negocio de transformación animal.

La principal materia prima en la formulación original de la margarina era la grasa de vacuno. En 1871, Henry W. Bradley de Binghamton, Nueva York, recibió Patente USPTO n.º 110626 por un proceso de creación de margarina que combinaba aceites vegetales (principalmente aceite de semilla de algodón) con grasas animales. En 1874, llegó al Reino Unido el primer cargamento comercial. A finales del siglo XIX, unas 37 empresas fabricaban margarina en oposición a la industria de la mantequilla, que protestó y presionó para que el gobierno interviniera, lo que finalmente desembocó en la Ley de la Margarina de 1886, que imponía tasas punitivas a los fabricantes de margarina.
La escasez de suministro de grasa de vacuno, combinada con los avances de James F. Boyce y Paul Sabatier en la hidrogenación de materiales vegetales, pronto aceleró el uso del método de Bradley, y entre 1900 y 1920 se produjo oleomargarina comercial a partir de una combinación de grasas animales y aceites vegetales endurecidos y no endurecidos. La Gran Depresión, seguida del racionamiento en Estados Unidos y el Reino Unido, entre otros países, durante la Segunda Guerra Mundial, provocó una reducción del suministro de grasa animal y mantequilla y, en 1945, la margarina "original" había desaparecido casi por completo del mercado. En Estados Unidos, los problemas de suministro, unidos a los cambios en la legislación, hicieron que en 1950 los fabricantes se pasaran casi por completo a los aceites y grasas vegetales, y la industria estaba preparada para una era de desarrollo de productos.

### Debate sobre el color
Mientras que la mantequilla que producían las vacas tenía un color ligeramente amarillo, la margarina tenía un color blanco, lo que hacía que la margarina se pareciera más a la manteca de cerdo, que mucha gente encontraba poco apetitosa. Hacia finales de la década de 1880, los fabricantes empezaron a colorear la margarina de amarillo para mejorar las ventas.
Las empresas lácteas, sobre todo las de Wisconsin, se alarmaron ante la posible amenaza para su negocio y, en 1902, consiguieron que se aprobara una ley que prohibía teñir el producto de blanco crudo. En respuesta, las empresas de margarina distribuyeron la margarina junto con un paquete de colorante alimentario amarillo. El producto se colocaba en un cuenco y el colorante se mezclaba manualmente. Esto requería cierto tiempo y esfuerzo, sobre todo si la mezcla tenía que hacerse a mano, como solía ocurrir en aquella época, ya que las batidoras eléctricas domésticas apenas se utilizaban antes de la década de 1920. Por lo tanto, no era raro que el producto final se sirviera con rayas amarillas claras y oscuras, o incluso blancas. Durante la Segunda Guerra Mundial hubo escasez de mantequilla en Estados Unidos y la margarina se hizo popular. En 1951, la W. E. Dennison Company recibió Patente USPTO n.º 2553513 por un método para colocar una cápsula de colorante amarillo dentro de un envase de plástico de margarina. Tras la compra, se rompía la cápsula presionando el exterior del envase, y luego se amasaba el envase para distribuir el colorante. Alrededor de 1955, se derogaron las leyes sobre colorantes artificiales, y la margarina pudo volver a venderse coloreada como la mantequilla.

### Mantequilla de carbón
Alrededor de las décadas de 1930 y 1940, Arthur Imhausen desarrolló e implementó en Alemania un proceso industrial para producir grasas comestibles mediante oxidación de cera de parafina sintética obtenida del carbón. Los productos fueron destilación fraccionada y las grasas comestibles se obtuvieron de la fracción C
9-C
16 que se hacían reaccionar con glicerol como el sintetizado a partir del propileno.  Se comprobó que la margarina elaborada a partir de ellos era nutritiva y de sabor agradable, y se incorporó a las dietas aportando hasta 700 calorías diarias. El proceso requería al menos 60 kg de carbón por kg de mantequilla sintética. Ese proceso industrial se interrumpió después de la Segunda Guerra Mundial debido a su ineficacia.

### Después de la Segunda Guerra Mundial
Durante el racionamiento en el Reino Unido durante la Segunda Guerra Mundial y los años inmediatos a la posguerra,  sólo había dos tipos de margarina disponibles: una marca de primera calidad y una marca económica en cuya fabricación se utilizaba aceite de ballena. Con el fin del racionamiento en 1955, el mercado se abrió a las fuerzas de la oferta y la demanda, y el marketing de marca se hizo predominante. La competencia entre los principales productores recibió un nuevo impulso con el comienzo de la publicidad comercial en televisión en 1955 y, a lo largo de las décadas de 1950 y 1960, las empresas competidoras rivalizaron entre sí para producir la margarina que supiera más a mantequilla.

### Productos para untar
A mediados de la década de 1960, la introducción en Escandinavia de dos mezclas de aceite de mantequilla y aceites vegetales con menor contenido graso, denominadas Lätt & Lagom y Bregott, enturbió la cuestión de lo que debía llamarse margarina e inició el debate que condujo a la introducción del término untable. En 1978, se introdujo en Europa un producto con un 80% de grasa llamado corona, elaborado batiendo una mezcla de nata láctea y aceites vegetales, y en 1982, el Milk Marketing Board introdujo en el Reino Unido una mezcla de nata y aceites vegetales llamada trébol. La crema para untar de aceite vegetal y nata "No puedo creer que no sea manteca! se introdujo en Estados Unidos en 1981, y en el Reino Unido y Canadá en 1991.
En el siglo XXI, las margarinas para untar experimentaron muchos avances para mejorar su atractivo para el consumidor. La mayoría de las marcas eliminaron gradualmente el uso de aceite hidrogenado y pasaron a no contener grasas trans. Muchas marcas lanzaron margarinas para untar aptas para el frigorífico que sólo contienen un tercio de la grasa y las calorías de las margarinas para untar tradicionales. Otras variedades de cremas para untar son las que contienen ácidos grasos Omega-3 añadidos, poca o ninguna sal, esteroles vegetales añadidos (supuestamente reducen el colesterol sanguíneo), aceite de oliva o aceites veganos certificados. A principios del siglo XXI, los fabricantes ofrecían margarinas en botellas de plástico exprimibles para facilitar su dispensación y ofrecían margarina rosa como novedad.

### Actualidad
Desde la invención de Hippolyte Mège-Mouriès, los fabricantes de margarina han introducido muchos cambios. La margarina moderna se puede hacer con una gran variedad de grasas animales o vegetales y se mezcla generalmente con leche descremada, sal y emulsionantes. 
Hoy en día podemos encontrar diversas margarinas, según sus usos las podemos clasificar en: Margarinas para mesa, para batidos u horneo, para hojaldres. La Margarina de mesa es aquella que usamos para untar en el pan, es de sabor intenso y en general es muy blanda lo que permite su fácil manipulación (también se le conoce como margarina tipo suave). La Margarina de Batidos u Horneo es aquella que se usa en la industria gastronómica, posee menos cantidad de agua disponible lo que la hace más fácil de trabajar en técnica como el cernizcado (no es igual en propiedades que la mantequilla pues entrega productos menos crocantes y de menor sabor) es apta para batidos y masas secas. La Margarina de Hojaldres es aquella que se usa solo para elaborar masas de hoja como Danesas, esta margarina es pobre en sabor y tiene un mayor punto de humo. Gracias a esta característica resiste las altas temperaturas del horneo, dejando la textura hojaldrada que se espera.
En la mayoría de los países la margarina no puede ser vendida como mantequilla, ya que existen leyes que prohíben esto. En cambio, en otros países la margarina se vende como aquella. Particularmente en Venezuela existe el fenómeno de conocerla popularmente como mantequilla dada su superior popularidad por encima de la mantequilla propiamente dicha debido a su menor precio, o bien como Mavesa por metonimia; sin embargo este último término es poco usado dándosele preferencia al primero.

## Proceso de fabricación
La margarina se fabrica mediante las siguientes etapas:
- Refinado
- Endurecimiento
- Fabricación de la margarina propiamente dicha.

Se selecciona la materia prima, comúnmente de aceite vegetal.
Luego se procede al refinado del aceite.
El endurecimiento consiste en alterar el punto de fusión del aceite para obtener una curva de sólidos determinada. El endurecimiento se consigue por hidrogenación, interesterificación o fraccionamiento. Lo más común es la hidrogenación, en la que el aceite se satura parcial o totalmente con hidrógeno, en un autoclave a altas temperaturas, presiones, y presencia de catalizador, hasta conseguir un determinado índice de yodo y una determinada curva de sólidos.
Históricamente, un método muy ampliamente utilizado para endurecer los aceites de las margarinas era la hidrogenación parcial (es decir, incorporar hidrógeno en el aceite, pero no hasta la saturación). Hace varias décadas que se detectó que la hidrogenación parcial generaba ácidos grasos trans en cantidades importantes y que estos tenían efectos negativos en el colesterol plasmático. La industria reaccionó y buscó maneras alternativas de endurecer los aceites que minimizaran la cantidad de ácidos grasos trans en el producto. Se observó que utilizando procesos controlados de hidrogenación (total), interesterificación y fraccionamiento se consigue obtener margarinas de mesa con cantidades de ácidos grasos trans inferiores al 1%.

## Aspectos nutricionales
La actuación de campañas interesadas, tanto a favor como en contra de la margarina, dificultan la obtención de información objetiva al respecto. En 1993 la OMS, en las conclusiones de su estudio "Grasas y aceites en la nutrición humana. Consulta FAO/OMS de expertos", determinó que las grasas trans eran ligeramente peores que las saturadas, pero en cualquier caso, ambas debían evitarse lo máximo posible en dietas saludables, sustituyéndose por aceites y margarinas blandas (margarinas no hidrogenadas, provenientes de aceites de canola).